# Бузэу (жудец)
Жуде́ц Бузэ́у (рум. Judeţul Buzău) — румынский жудец в регионе Валахия.

## География
Жудец Бузэу занимает площадь в 6103 км². К северо-востоку от Бухареста, в районе населённого пункта Караджеле находится месторождение природного газа, запасы которого оцениваются в 25—27 млрд м³.
Граничит с жудецами Брэила — на востоке, Прахова и Брашов — на западе, Ковасна и Вранча — на севере, Яломица — на юге.

## Население
В 2007 году население жудеца составляло 488 763 человека (в том числе мужское население — 238 922 и женское — 249 841 человек), плотность населения — 80,08 чел./км².
| Год  | Население |
| ---- | --------- |
| 1930 | 377 463   |
| 1948 | 430 225   |
| 1956 | 465 829   |
| 1966 | 480 951   |
| 1977 | 508 424   |
| 1992 | 516 961   |
| 2002 | 496 214   |
| 2011 | 432 054   |

## Административное деление
В жудеце находятся 2 муниципия, 3 города и 82 коммуны.

### Муниципии
- Бузэу (Buzău)
- Рымнику-Сэрат (Râmnicu Sărat)

### Города
- Нехою (Nehoiu)
- Погоанеле (Pogoanele)
- Пэтырладжеле (Pătârlagele)

### Коммуны
- Виперешть
- Килийле
- Лопэтари
- Балтени
- Бисока
- Кьожду
- Мэрэчинени
- Мынзэлешти
- Унгуриу

## Культура
- Библиотека жудеца носит имя уроженца местного села Пырсков Василе Войкулеску[4]. Также в селе Пырсков работает Дом-музей Василе Войкулеску[рум.][5].